# 알머리뼈

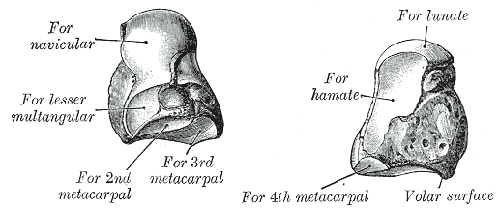

알머리뼈(Capitate bone) 또는 유두골은 손목뼈 원위열(distal row of carpal bones) 중 하나이다. 원위열 중 가운데에 있다. 손목뼈 중 가장 크다.